# 嫡庶
嫡庶制度是一夫多妻制度的一種，各妻子之间的地位不平等，可分為正妻和妾，这种差别就是嫡庶之分。嫡是指正妻及其所生子女，庶指正室以外的女性（包括妾、婢妾、情婦等）及其所生子女。在古代中國，嫡庶的差别在唐宋以前比较重要，经元明清而逐代减弱。在一些嫡庶差別不算很大的時代或家庭裡，妻妾之間會互稱「肩姐妹」。

## 東亞

### 嫡妻

#### 中國
在古代中国原则上是一夫一妻多妾制，正常情况下，一个男子只能有一位正妻，称为嫡妻，中國宋代之前只有贾充等数人因特殊情况得到皇帝许可而有地位相等的左右夫人。正妻在服制、车制等礼仪制度方面与丈夫享受同等待遇與地位，比如皇后的袆衣和皇帝的十二章衣，其裨、纽、约、佩、绶等配件便是完全相同的。在宋元之前多数朝代，无特殊许可而有两位正妻的行为，会被处以一年以上徒刑和相应的杖刑处分，并被强制离婚，但實際上以妾為妻者不一定受到法律制裁。清朝建立后，由于满洲习俗的渐入，不少男性都有平妻。但是在清后期，平妻现象也渐渐减少。男子娶正一般需要娶背景相当的女子，娶亲之时，通过婚书写明双方家庭门第、嫡庶、年龄等资料。於某些朝代例如唐代，如果弄虚作假，娶到不相称的女子，无论女方地位高于还是低于男方，这段婚姻通常都会被强制解除，且追究作假一方的法律责任。
娶妻的仪式非常隆重，周代周天子娶妻前后历时一年多，诸侯则超过半年。后世娶妻仪式虽然简化，但仍包括聘书、礼书、迎书等三样文件（三書），经过纳采、问名、纳吉（又称过文定）、纳徵、请期（又称乞日）和亲迎（或迎亲）六个步骤（六禮）。有时男子还须亲自射雁以供奠雁仪式之用，有些朝代男子需准备诗歌做催妆诗之用。
正妻不能降为妾，通常只在犯七出的情况下才能被休弃，而有些朝代还规定，即使犯七出，但符合以下三个条件的任何一条的，也不能休出（三不去）：第一，经历或主持了公公或者婆婆的丧礼；第二，娶时男方地位不高，后来富贵的，也即是所谓的不去“糟糠之妻”；第三，妻子的家族散亡，假如妻子被休則無家可歸。

#### 日本
在古代日本，通常只有上層社會的人才會多妻，律令制實行之前除皇室外，一夫多妻制是平妻制，沒有嫡庶之分。律令制後才把最先娶的妻子定為正室，後娶的妻子為妾。由於當時流行訪妻婚，妻妾並不同住，因此初期妻妾地位並沒有明顯區別。至聘娶婚盛行後嫡庶區別才變得明顯。嫡子擁有優先繼承父親財產及地位的權利。正妻以外的稱為側室或妾，但「妾」在現代日語中指非正式結婚而與有婦之夫同居的女性，即漢語的情婦。
平安時代貴族的正室稱為御簾中，側室不可用此稱號。後來大臣、征夷大將軍正室稱為御台所。至戰國時代後，大名正妻也能被稱為御簾中。江戶時代起嚴格的規定了御台所、御簾中等稱呼對象的資格，除御台所成為江戶幕府將軍正室的專用稱呼外，御簾中專用於稱呼地位僅次於德川將軍家的御三家正室的稱呼。而晚於御三家出現的御三卿，為和御三家擁有相同地位，御三卿正室亦有資格被稱作御簾中。俸祿在十萬石以上的大名，其正室被稱作「御前樣」，十萬石以下的大名之正妻則稱作「奧方」。其中，江戶幕府將軍之女，若嫁給官位在從三位以上者為正室，稱「御守殿樣」；若嫁給官位在正四位以下者則稱「御住居樣」。按照嫡庶順序，嫡長子被視為嗣子，將來繼承將軍地位，出生時的乳名竹千代也皆由嗣子繼承。
御台所自3代將軍正室鷹司孝子起，多從五攝家（一條、二條、九條、近衛和鷹司）或皇室迎入，作為朝廷與幕府之間信任的默認。即使是武家出身的御台所，也必須以五攝家養女身份方可輿入大奧（如第13代將軍繼室近衛篤子）。但歷史上除了2代將軍德川秀忠正室淺井阿江之子德川家光能在長大後繼承將軍地位外，後來的御台所不是無子就是兒子早夭，再沒有將軍親生嫡長子能繼位，於是後來的將軍都是庶子或旁支入繼成為御台所養子繼位，而大奧的實權掌握在大奧總取締和將軍生母手中，這種情況下御台所由於並非將軍生母，沒有實權，被稱為「將軍家的擺設」。若將軍比御台所本人早逝，御台所也須和側室們一同落飾，但只有御台所本人可以繼續留在大奧中居住，甚至以其影響力參與幕府政事。另外，為避免與繼任將軍之御台所在稱呼上發生混淆，前任御台所會被尊稱為大御台所。

#### 朝鮮半島
朝鮮半島方面，朝鮮王朝時代嫡庶差別極為嚴格，不同階級的男女不能結為夫妻，階級較低的男性若娶階級較高的女性為妻，是犯了誘拐之罪，該段婚姻亦無效。階級較低的女性若要與階級較高的男性結合，一般只能作妾而不能作妻，正妻死後亦不能扶正，只有極少數例外。文定王后弟弟尹元衡之妾鄭蘭貞於正室金氏死後，文定王后准許她升為正妻，封正一品貞敬夫人，文定王后過世之後，尹元衡被清算，鄭蘭貞的貞敬夫人一爵也被追奪。當時有「從母法」，即子女繼承母親的社會階層，只有王族或宗室子女例外。非王族或宗室的庶出子女要把父親、父親正室和嫡出兄弟姊妹視為主人侍奉，若母親為賤民出身，於家中地位更等同奴婢。
國王的嫡子稱大君，庶子稱君；嫡女稱公主，庶女稱翁主。
王世子嫡女稱郡主，庶女稱縣主。

### 庶妻
除正妻以外的其他合法配偶就是庶妻，多称側室或妾。
媵在周代盛行，周代贵族女子出嫁，需要同族姐妹或姑侄陪嫁，称为媵（正妻的同族陪嫁女子），后世鲜见。
妾一般是男子娶地位低于自己的女子，不经过三书六礼，而以較簡單的儀式纳为配偶，称为纳妾。妾也有分等级，狭义上的妾应拥有正式身份，称二房、小妻、如夫人，多为良民出身，也不可以随便买卖，夫死後亦可自行改嫁。宋元以前，妾不能为妻，否则男方可能被处以一年半的徒刑。宋元起有男子在正妻去世或休弃之後把妾立為正妻，需要經過一重儀式，稱為扶正。明清时代，嫡庶区分不再森严，把妾扶正的情況更普遍，也有男子买卖妻子的情况出现。

### 姬侍、外婦
民国之前的中国社会中，會有一些沒有經過正式婚姻儀式，與男主人有性關係、同居的女性。她们多為婢女、家伎出身，又稱姬侍，广义上也会被稱作妾。
唐朝时，婢女出身的姬侍因为身份原因，屬於賤民階級，不能做士人之妾。当时，妾和婢女之间有区别，地位不能互换，以婢为妾也是犯律，只有在婢女生子以后，才可以立为妾。婢女一類的妾常被買賣或轉贈他人。比如蘇軾就曾把兩個已懷孕的非正式妾送人，但其正式妾侍王朝雲在繼室王閏之死後，於家中地位卻等同正室，只是沒有正妻的名份。另外也有人在外包養良民女子，稱為「外婦」。近似現代的情婦。

### 嫡子女

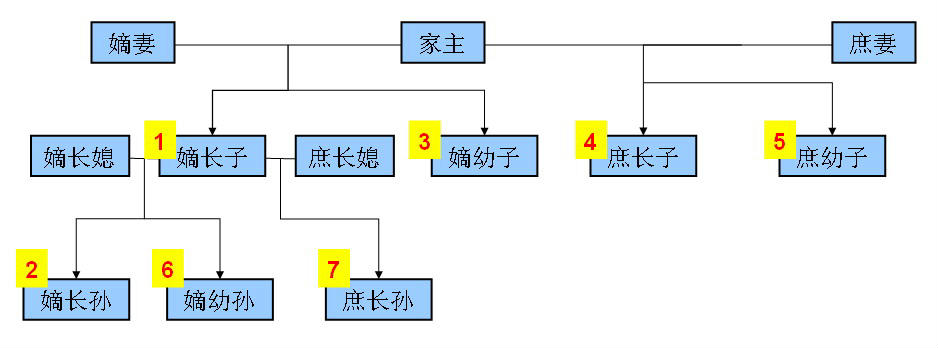
中国唐代家庭继承顺位示意图，数字表示继承顺序

嫡长子具有继承权，狭义的嫡子仅指嫡长子，广义的嫡子指嫡妻所生子女，以下无特殊说明处，嫡子均指嫡妻之子。
选择继承人的行为被称作立嫡，唐代立嫡的顺序是：嫡长子最先，嫡长孙次之，其他嫡子再次之，然后按庶子，嫡幼孙，嫡庶孙的顺序往下排。。元以后，庶子开始享有宗祧、官爵、财产上的继承权，但仍比嫡子低一等。对于宗祧和官爵，“宗”为近祖之庙，“祧”为远祖之庙。一家之中，每一世系只能有一位男性嫡子或其后代享有宗祧继承权。宗祧承继即是对祖先血统的正常继承，同时也决定着财产继承的份额。宗祧和官爵的承继以嫡长子为法定的第一顺序继承人，无嫡长子者立嫡长孙或其后代，若嫡长子无后，以长幼依次按其他嫡子与其后代宗祧庶长子及其后代、其他庶子与其后代的顺序继承。汉武帝罢黜百家，独尊儒术，提倡孝道；瞻养父母之首选为嫡长子，因此分家时嫡长子可较其余子女多分家产，多分的财产称为“长支财”，一般可达总资产的一半。嫡长子分完长支财后，所余家产再由包括嫡长子在内的诸子均分，且并不分嫡庶。这种继承制为历代法律所规定，并成为中国传统民俗之一部分。与嫡出和庶出的儿子们不同，嫡出和庶出的女儿们在继承权上并无分别，肇因在古代中国，女子多没有继承权。但值得注意的是，中国女子在古代虽不能直接于分家时分得财产，但却可以嫁妆形式间接分得部分家产。自南宋以降的历代法律中，女儿可分得相当于儿子分得的财产的二分之一。因此，古时女儿出嫁时，嫁妆的上限须按当时的家产以假设分家来计算：嫡长子分完长支财后，余财由所有子女再分，诸女均分所得是诸子均分所得之一半。嫁妆不能超过此一上限。例如一户有三子三女，均未成婚，但长女即将出嫁。如此时分家，长子先分完占当时家产一半的长支财，剩下的另一半三子各得九分之二，三女各得九分之一，也即三女各得全部家产的十八分之一，长子分得全部家产的十八分之十一，长子以外的诸子各得全部家产的九分之一。到了近代，随着妇女解放运动和平权思想的普及，現在中国（含港澳）的法律都也規定了财产均等继承制度，并且把“子”扩展到女儿，各子女具有相等的继承权。但财产继承方面奉行“传男不传女”，仍是为普遍现象。2015年，中国大陆一项对公证遗嘱的调查报告显示，大多数被继承人通过遗嘱继承的方式，在生前指定儿子为财产继承人。以规避《中华人民共和国继承法》中，法定继承时，配偶、女儿和儿子享有平等继承权的法律规定。
嫡女地位比庶女高，比如皇家嫡出公主和庶出公主，其封地陪嫁均不相等。贵族或平民百姓家，嫡女出嫁和庶女出嫁，所能选择的对象也不同。

### 庶子女
非嫡妻所生子女通常称为庶子女，包括妾所生的子女和非婚生子女（称奸生子、私生子），庶子女地位低于嫡子女，历代对其继承权规定不同。身份权利实行长子继承制，财产实行诸子均分制。婢生子、私生子的财产继承权会次于嫡妻和妾室所生。有些朝代，庶子需要做嫡子的家臣。

## 歐洲
在基督教傳入前，西方也有一夫多妻制，亦有嫡庶之分。

### 古希臘
古希臘也有納妾（παλλακίς）情況。「公民（Polis）常會把女奴納為賤妾。 但當時認為把正妻和賤妾安排住在同一屋簷下是不名譽的事。亦有納交際花（hetaera）為妾。嫡子具有公民身份，庶子則為自由民（politês）。

## 西亞

### 以色列人
《聖經》有不少關於以色列人納妾的記載，但嫡庶區別不大，出嫁時有攜同嫁妝者為嫡妻，無嫁妝者為妾。妾在家庭中地位與正妻相當，嫡子與庶子亦享有同等權利。而姘妇、外室等则没有这种地位。如士师耶弗他，因为是妓女所生，得不到异母兄弟们的承认，被赶出家门。

### 猶太教
猶太教之嫡庶制度依據《巴比倫塔木德》之規定，有正式訂婚禮(erusin)的為嫡妻，無訂婚禮的則為妾（希伯萊語：pilegesh，意即「家中的情婦」；亞拉姆語：palga isha，意即「半妻」）。只有嫡妻才有婚書（ketubah）。但《耶路撒冷塔木德》則認為妾也應獲得婚書，只是婚書內容不包括離婚後的安排。

## 其他地區

### 泰國
泰國曾经奉行一夫多妻制，傳統上有嫡庶之分。正室稱為，是依據父母之命所娶的妻子。妾（ภริยาลับ）分為良妾（เมียกลางนอก）和賤妾（เมียกลางทาสี）。良妾指男子娶正室之後所納、且不是購買而來的妾，賤妾是把買的女奴納為妾。

## 參见
- 嫡长继承制
- 後宮
- 妻
- 妾
- 夫人